# Boussac-Bourg
Boussac-Bourg är en kommun i departementet Creuse i regionen Nouvelle-Aquitaine i de centrala delarna av Frankrike. Kommunen ligger i kantonen Boussac som tillhör arrondissementet Guéret. År 2022 hade Boussac-Bourg 687 invånare.

## Befolkningsutveckling
Antalet invånare i kommunen Boussac-Bourg
Referens:INSEE